# Territorio (subdivisión de país)

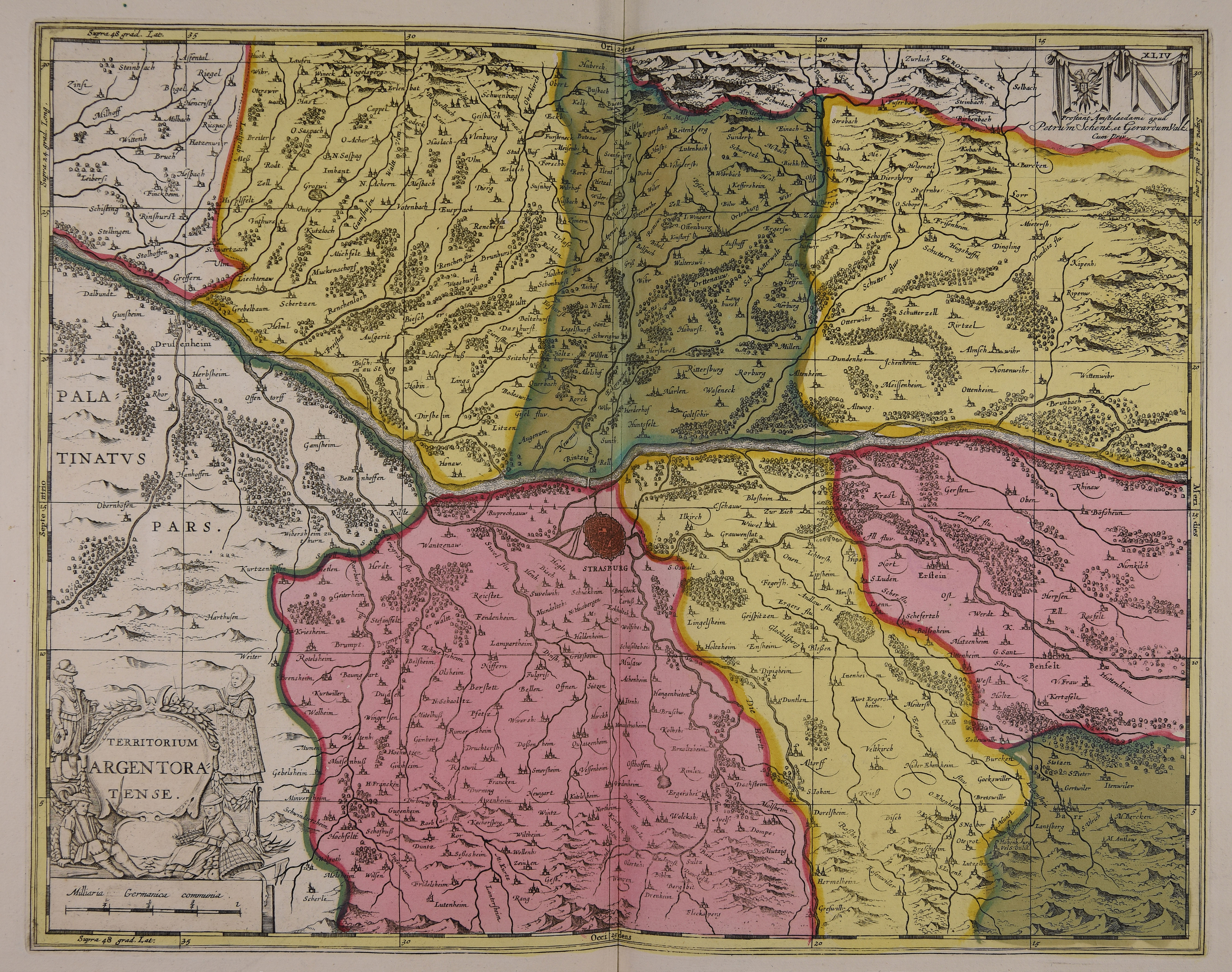
Territorium Argentoratense

Un territorio es una división administrativa, generalmente un área geográfica, que está bajo la jurisdicción de un Estado. En la mayoría de los países, un territorio es una división organizada dependiente de, o controlada por, el gobierno nacional pero que no está formalmente desarrollada tal como, o está incorporada a, una unidad política del país que tiene el mismo estatus que otras unidades políticas. En política internacional, un territorio es generalmente un área geográfica no soberana que ha estado bajo la dependencia o autoridad de otro gobierno; que no ha recibido los poderes de autogobierno normalmente delegados a divisiones territoriales secundarias; o ambos.

## Tipos
Los tipos de territorios administrativos y/o políticos incluyen:
- Un territorio legalmente administrado, que es un área geográfica no-soberana que ha llegado bajo la dependencia o autoridad de otro gobierno. Por ejemplo, Puerto Rico es un territorio de los Estados Unidos. Con respecto a las organización territorial de Canadá, la diferencia esencial entre una provincia canadiense y un territorio canadiense es que el gobierno federal tiene más control directo sobre los territorios, mientras las provincias son dirigidas por gobiernos provinciales fortalecidos por la constitución. La misma distinción se aplica entre la organización territorial de Australia, aunque Australia también distingue los territorios del interior de las pequeñas posesiones insulares sabidas como territorios externos. Bajo regla británica, Hong Kong se enviaba a menudo a como un territorio, más que una colonia de sobre el temprano de 1980 hacia adelante.
- Un territorio ocupado, que es una región que está bajo el control militar de un poder externo que no ha anexionado la región. Un ejemplo de un territorio ocupado es Irak después de la invasión estadounidense de 2003, Afganistán por la Unión Soviética entre 1979 y 1989, o las zonas de ocupación aliada en Alemania después de Segunda Guerra Mundial.
- Un territorio discutido, que es un área geográfica reclamada por dos o más gobiernos rivales. Por ejemplo, el territorio de Cachemira es reclamado por los dos gobiernos de India y Pakistán.
- Una unidad de gobierno local. El distrito del Consejo de Islas Chatham se llama el Territorio de Islas de Chatham, aunque es en todo legal siente una parte entera de Nueva Zelanda.
- Una parte reclamada de Antártida.
- Los 14 territorios extranjeros del Reino Unido

El territorio es otro elemento necesario para la existencia de un estado. Geográficamente es el espacio cartografiable que ocupa un Estado comprendido dentro de sus límites.